# Pseudococcus ogasawarensis
Pseudococcus ogasawarensis är en insektsart som beskrevs av Kawai 1973. Pseudococcus ogasawarensis ingår i släktet Pseudococcus och familjen ullsköldlöss. Inga underarter finns listade i Catalogue of Life.